# Enrique Setién Solar
Enrique Setién Solar (Santander, Cantàbria, 27 de setembre de 1958) més conegut com a Quique Setién, és un exfutbolista i entrenador de futbol espanyol. Jugava amb el dorsal 10, de migcampista, i el seu primer equip va ser el Racing de Santander. Com a jugador, destacava per una bona tècnica, i una bona rematada de cap. Va ser internacional amb la selecció espanyola. Com a entrenador, destaca per voler que els seus equips juguin bé a futbol, per damunt del resultat, i es declara admirador de l'estil de joc impulsat al Barça per Johann Cruyff.

## Trajectòria

### Com a futbolista
Setién va debutar amb el Racing de Santander a la Primera divisió espanyola el 1977. Va jugar 14 temporades a Primera repartides en 3 equips, principalment com a migcampista ofensiu: Racing (207 partits jugats en total i 31 gols), Atlètic de Madrid (73 i 7 gols), CD Logroñés (114 i 20 gols, la seva millor mitjana com a golejador) i de nou Racing de Santander, marcant un total de 58 gols. Després de la seva retirada, va fitxar pel Llevant (4 partits) com reforç per a jugar la lligueta d'ascens a segona divisió, objectiu que es va complir.
Va disputar tres partits internacionals amb la selecció espanyola. Va debutar-hi el 20 de novembre de 1985 a Saragossa. El seu últim partit internacional va ser el 22 de gener de 1986, contra la desapareguda Unió Soviètica (2-0), a l'Estadi Insular de Las Palmas de Gran Canària. Va ser al mundial de Mèxic de 1986, però no hi va jugar. També va ser internacional sub-21 i olímpic, i després de la seva retirada va formar part del combinat espanyol de futbol platja entre 1996 i 2003.

### Com a entrenador

#### Racing de Santander
Setién va fitxar pel Racing de Santander, de segona divisió, a l'inici de la temporada 2001-02, en qualitat de director general esportiu. Després de la destitució de Gustavo Benítez en la setena jornada, va assumir també el càrrec d'entrenador, amb Nando Yosu i finalment portà el conjunt càntabre de segona a primera divisió. Va continuar als despatxos del club racinguista un any més.

#### Poli Ejido
La temporada 2003-04 va entrenar el Polideportivo Ejido durant les dotze primeres jornades de lliga, fins que fou acomiadat després d'haver assolit dues victòries en quinze partits.
Posteriorment va acceptar el càrrec de seleccionador de Guinea Equatorial, tot i que només hi va dirigir un partit, a causa de la poca serietat dels dirigents locals.

#### CD Logroñés
La temporada 2007-2008 va dirigir el Club Deportivo Logroñés de la segona B durant uns mesos, fins que fou destituït el gener de 2008, després que hagués guanyat només 2 dels darrers 11 partits.

#### CD Lugo
El juny de 2009 va fitxar pel Club Deportivo Lugo, de Segona divisió B. La temporada 2011-2012 va ascendir l'equip a segona divisió i fou renovat per dirigir l'equip gallec a la categoria de plata.
La temporada 2012-13, el Lugo es va salvar còmodament, sense haver estat en cap moment en llocs de descens, i Setién va renovar contracte novament. Les coses no van anar tan bé la temporada 2013-14, en què no es va poder assolir la permanència fins a la darrera jornada, però Setién va anunciar que volia continuar. El 7 de juny de 2015 va dirigir el seu darrer partit com a entrenador del Lugo, deixant l'equip gallec consolidat a segona divisió després de sis temporades. Setién va deixar el club a causa dels canvis en el Consell d'Administració de l'entitat.

#### UD Las Palmas
El 19 d'octubre de 2015 Setién es va incorporar a la UD Las Palmas, en substitució de Paco Herrera, destituït després d'una derrota per 4-0 contra el Getafe CF a la jornada 8 de la Lliga BBVA. Signà contracte per una temporada amb opció a una altra en cas d'assolir la permanència. Es va fer càrrec de l'equip quan ocupava posicions de descens, i va debutar-hi el 25 d'octubre amb un empat a zero contra el Vila-real CF. El conjunt canari va acabar la primera part de la temporada com a setzè classificat. A la segona volta, Las Palmas va millorar els resultats, i Setién va rebre el premi al millor entrenador de la Lliga del mes de març. El 22 d'abril de 2016 va assolir la permanència matemàtica dels canaris, després d'una victòria per 4-0 contra el RCD Espanyol a l'Estadi de Gran Canaria, a falta de tres jornades para acabar el campionat.
La seva segona temporada a la banqueta insular va començar de forma il·lusionant, situant el conjunt groc en les primeres posicions de la Lliga a l'inici de campionat, tot i que va acabar la primera volta com a onzè classificat. El 18 de març de 2017, va anunciar que no continuaria al club la propera temporada. Finalment va deixar l'equip en 14a posició de la classificació final de la lliga, després de sumar només quatre dels darrers 30 punts en joc.

#### Real Betis Balompié

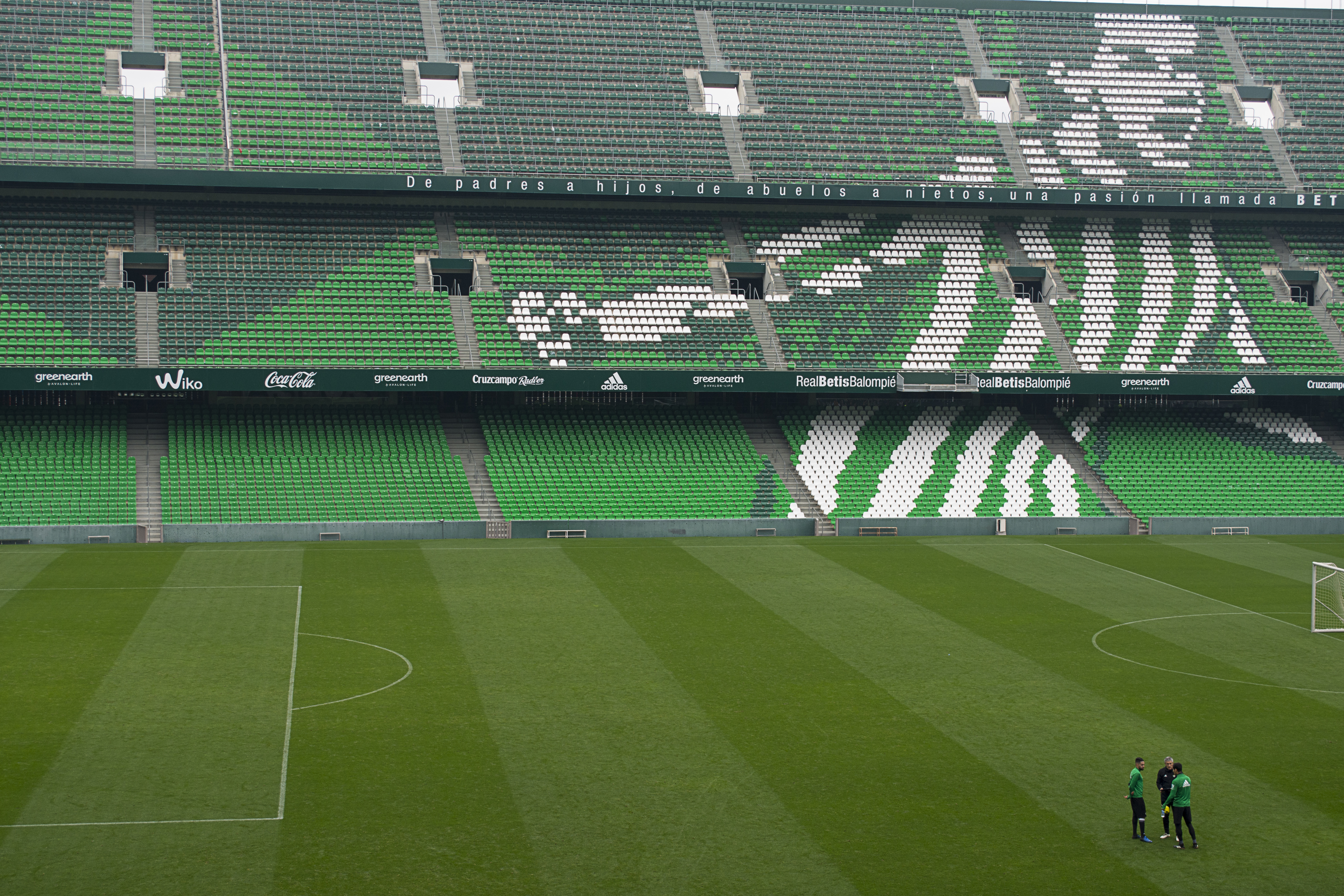
Estadi Benito Villamarín el 5 de gener de 2018. Després d'un entrenament del Real Betis, l'entrenador Quique Setien dialoga amb Aissa Mandi i Ryad Boudebouz.

Els dirigents del Betis ja van voler fitxar Setién l'estiu de 2014, quan era entrenador del Lugo i el 2016, gairebé dos anys més tard, el van contractar, després d'abandonar la UD Las Palmas. El 26 de maig de 2017 va ser presentat com a nou entrenador del Betis de nou a Primera Divisió. Va signar un contracte de tres anys de durada. Va protagonitzar un començament de Lliga esperançador pel conjunt bètic, situant-se en 5a posició després de 6 jornades i finalitzant la primera volta de campionat com a 7è classificat. Finalment va aconseguir classificar-per a la Lliga Europa de la UEFA en assolir el 6è lloc en la Lliga.
La temporada 2018-19 començava amb grans expectatives per l'afició bètica tant en la Lliga Europa com a la Copa de Rei, ja que la final es jugaria a l'Estadi Benito Villamarín; l'equip finalment va caure en setzens de final a la competició europea i en les semifinals de la Copa. En acabar la temporada, el Reial Betis i Quique Setién van decidir rescindir el seu contracte i que el càntabre no complís l'any que li quedava.

#### FC Barcelona
El 13 de gener del 2020 el Futbol Club Barcelona va fer oficial el seu fitxatge fins al 30 de juny de l'any 2022, substituint Ernesto Valverde, que havia estat destituït per decisió de la directiva. Amb ell arribaren el segon entrenador Eder Sarabia, fill de Manu Sarabia, jugador que havia compartit vestidor amb Setién al CD Logroñés, el preparador físic Fran Soto, i el preparador de porters Jon Pascua. El dilluns 17 d'agost del 2020, després de ser eliminat als quarts de final de la Lliga de Campions per 2 gols a 8 contra el Bayern de Múnic, va ser destituït. Seria substituït dos dies després per Ronald Koeman.

### Vila-real
Setién va tornar a entrenar el 25 d'octubre de 2022, al capdavant del Vila-real CF, en substitució d'Unai Emery, que havia marxat a l'Aston Villa F.C.. Va liderar l'equip al cinquè lloc en lliga, per la qual cosa es va classificar per a l'Europa League.
El 5 de setembre de 2023, Setién va ser acomiadat per mals resultats a l'inici de Primera divisió espanyola de futbol 2023-24.